# Robert Kearns
Robert William Kearns (10 marca 1927 – 9 lutego 2005) był wynalazcą systemu czasowych wycieraczek używanych w większości samochodów od 1969. Jego pierwszy patent został zarejestrowany 1 grudnia 1964.

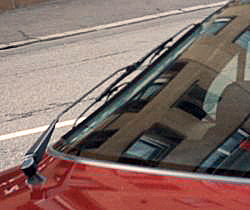
Wycieraczki czasowe

Kearns wygrał jedną z najbardziej znanych spraw o naruszenie patentu z Ford Motor Company. Po wynalezieniu i opatentowaniu systemu czasowych wycieraczek przedniej szyby, który był przydatny w lekkim deszczu lub mgle, postanowił zainteresować swoją technologią trzy wielkie koncerny motoryzacyjne.  Wszyscy odrzucili jego propozycję, jednak już na początku 1969, koncerny produkowały samochody z mechanizmem czasowych wycieraczek.

## Kariera
Kearns urodził się w Gary w USA, w stanie Indiana, nad jeziorem Michigan, lecz dorastał niedaleko wielkiej fabryki Forda w Michigan roboczej dzielnicy Detroit. Jego ojciec pracował dla stalowego przedsiębiorstwa "Great Lakes Steel Corporation". 
W szkole średniej szczególnie wyróżniał się w biegach przełajowych. Był bardzo utalentowanym skrzypkiem. Podczas II wojny światowej był członkiem "Office of Strategic Services" (obecnie CIA).
Zdobył tytuł inżyniera na uniwersytecie w Detroit i uniwersytecie Wayne State oraz doktorat z "Case Institute of Technology" (obecnie uniwersytet Case Western Reserve).

### Wycieraczki czasowe
Z doniesień wynika, iż jego wynalazek poprzedził niefortunny wypadek z nocy poślubnej w 1953, kiedy to podczas próby otworzenia szampana, korek strzelił mu w lewe oko, sprawiając, że prawie kompletnie oślepł. Prawie dekadę później w 1963, gdy Kearns kierował swoim Fordem Galaxie w lekkim deszczu, zdał sobie sprawę, że ciągły ruch wycieraczek jest nie do zniesienia i pogarsza tylko widoczność. Tworząc swój wynalazek Kearns wzorował się na mechanizmie ludzkiego oka, które mruga co kilka sekund.

## Sytuacja Prawna
W 1978 pozwał Ford Motor Company oraz następnie w 1982 Chryslera o naruszenie patentów. 
Prawnym argumentem przemysłu samochodowego było twierdzenie, że wynalazek powinien wnosić pewne standardy oryginalności i nowości. Ford zakładał, że patent Kearnsa jest nieważny, ponieważ jego wynalazek nie składa się z żadnych nowych komponentów. Dr Kearns w odpowiedzi zaznaczył, że jego wynalazek jest jak powieść, która składa się z kombinacji istniejących już słów. 
Ford przegrał, chociaż sąd utrzymywał, że nie naruszył patentów samowolnie (znaczy to, że szkody poniesione z tytułu naruszenia patentu nie mogły zostać zrekompensowane). Ford wypłacił 10,1 miliona odszkodowania dla Kearnsa z porozumieniem o niewnoszeniu dalszych roszczeń.
W sprawie przeciwko Chrysler Corporation również wygrał Kearns. W 1992 Chrysler zapłacił mu 18,7 miliona dolarów odszkodowania. Chrysler odwołał się od decyzji sądu, lecz ostatecznie sprawa stanęła w miejscu. W 1995 roku po uregulowaniu prawnych opłat w wysokości 10 milionów dolarów, Kearns otrzymał w przybliżeniu 30 milionów dolarów odszkodowania od Chrysler Corporation, w związku z naruszeniem patentów.

## Śmierć
9 lutego 2005 Kearns umarł na nowotwór mózgu. Historia jego wynalazku i procesu sądowego przeciw Ford Motor Company została przedstawiona w filmie z 2008 "Flash of Genius" (Przebłysk Geniuszu). Robert Kearns i jego żona Phyllis rozwiedli się. Mieli dwie córki, czterech synów i w chwili śmierci Kearns'a, siedmioro wnucząt.

## Patenty
- United States Patent 3,351,836, Robert W. Kearns, Filing date: Dec 1, 1964, Issue date: Nov 1967, Windshield Wiper System with Intermittent Operation
- United States Patent 3,602,790.  Robert W. Kearns, August 31, 1971. Filed October 18, 1967. Intermittent Windshield Wiper System.
- United States Patent 4,544,870, Robert W. Kearns, Timothy B. Kearns, Filing date: Sep 7, 1982, Issue date: Oct 1, 1985, Intermittent windshield wiper control system with improved motor speed